# Lillemose (Sæby Sogn)
 For alternative betydninger, se Lillemose. (Se også artikler, som begynder med Lillemose)
Lillemose, er en lille sø på Midtsjælland, beliggende lige nord for Sæby. I dag er det en indelukket sø omkranset af træer og haver. Den var oprindelig, som navnet siger, en mose med åbne omkringliggende arealer. I 1930'erne og 1940'erne blev mosen delt op i mange små lodder, disse gik vinkelret ind i mosen. Ved dræning af de omliggende marker til mosen, opstod den åbne sø. I dag er de mange gamle tørvelodder opkøbt og slået sammen. Der ligger to bindingsværkshuse, det ene i den sydlige del det andet oppe i den nordlige sammen med 7 andre, enten sommer- eller helårshuse, i alt er der 8 bebyggelser omkring søen. 
I begyndelsen af 1950'erne byggede kommunen to husvildehuse yderst på Lillemosevej, begge er væk nu, dog stod det ene beboet frem til 2000. I- og ved søen er der et rigt fugle- og fiskeliv og på de omkransende marker og krat findes der masser af vildt. Søen var i den sydlige ende, indtil begyndelse af 1900-tallet forbundet via et lille kanalsystem, til en nærliggende mindre sø, og fra den via en å ned til Roskilde Fjord. Senere blev åen rørlagt.I 1990'erne blev de omkringliggende huse kloakeret, dette til stor forbedring af søen vand og dermed også til nytte for fiske- og dyrlivet.
|  | Denne artikel om lokaliteten Lillemose (Sæby Sogn) kan blive bedre, hvis der indsættes et (bedre) billede. Du kan hjælpe ved at afsøge Wikimedia Commons for et passende billede eller lægge et op på Wikimedia Commons med en af de tilladte licenser og indsætte det i artiklen. |

55°42′35″N 11°56′32″Ø / 55.70972°N 11.94222°Ø